# Askam
Аскам (Askam Kamyon İmalat ve Ticaret AŞ) — турецкая машиностроительная компания, дочернее предприятие Çiftçiler Holding.

## История

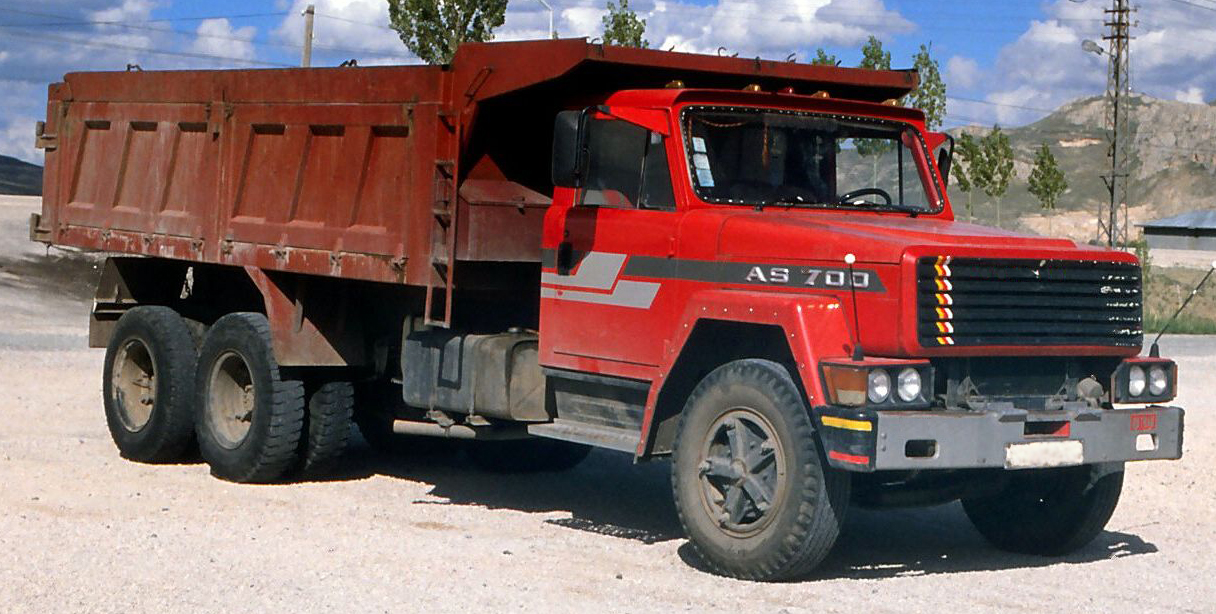
Самосвал De Soto AS 700 выпуска 1980-х

Компания «Askam» была основана в 1962 как совместное предприятие с 60 % долей капитала фирмы Chrysler, реализация продукции первоначально велась под маркой «Chrysler Sanayi». В 1964 начато лицензионное производство грузовиков Fargo Trucks, DeSoto и Dodge. В большинстве выпускавшихся моделей применялись кабины, специально разработанные на «Крайслере» для производства в развивающихся странах. Подобные кабины, после некоторых модификаций, всё ещё используются Askam.
В 1978 году фирма Крайслер продала свою долю в компании своим турецким партнёрам. На большей части техники, выпускаемой сегодня, стоят дизели «Perkins».
В 1991 году начат лицензионный выпуск малотоннажных грузовиков Hino Motors.
В 1996 году достигнуто соглашение о сотрудничестве с Египтом, включающее предоставление турецкой стороной лицензий и частей для сборки грузовых автомобилей.
После слияния в 2002 году Daimler-Benz и Chrysler, компания сменила своё название на Askam Kamyon Imalat ve Ticaret AŞ, продолжая выпуск грузовиков Fargo и Desoto.

## Выпускаемые модели

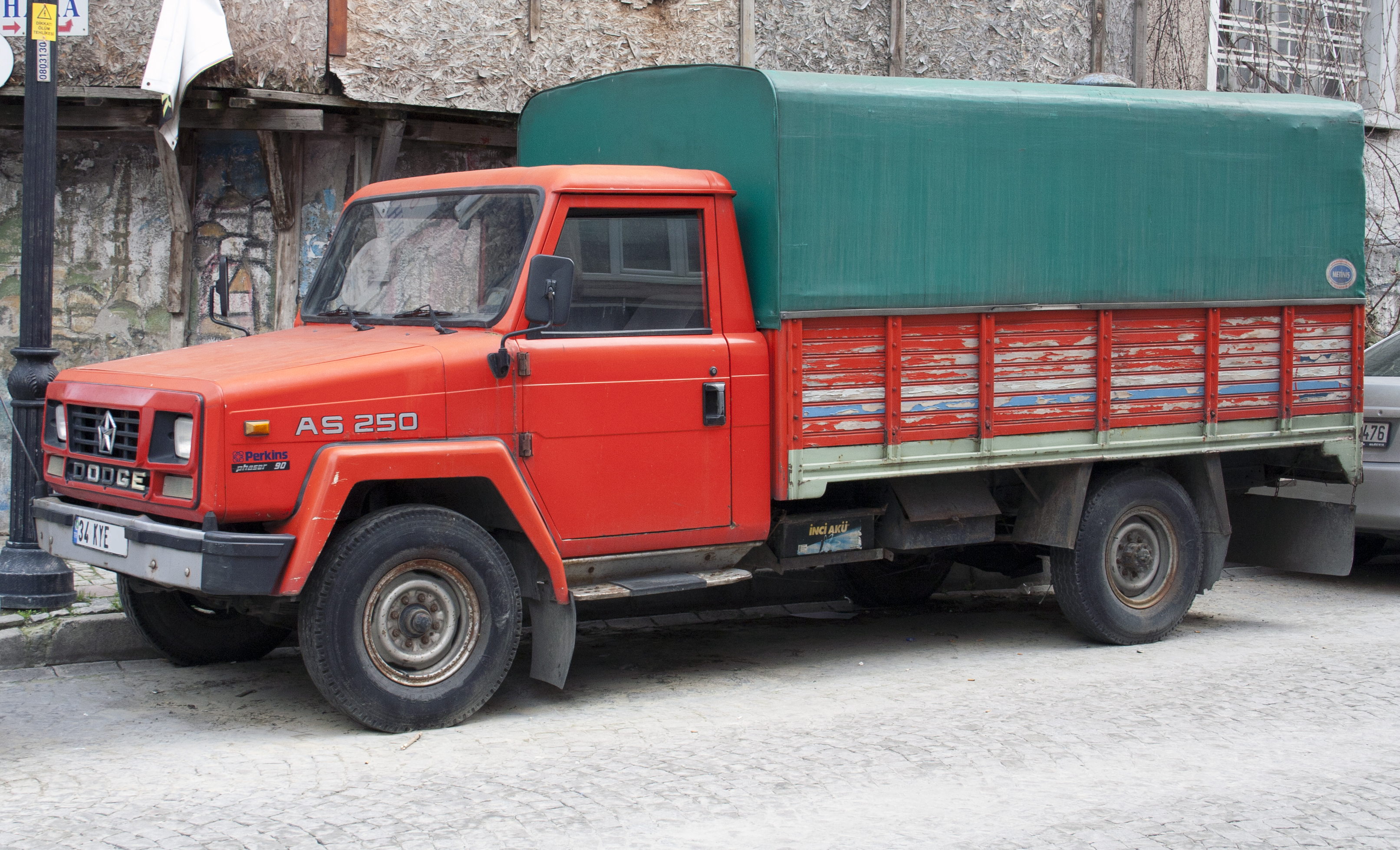
Dodge AS250 (~1990-2002)

### Грузовики
- Hi-Ex
- 8 Litre
- AS 950

### Лёгкие грузовики
- Fargo Fora
- AS 250

### Прочее
- AS 250 Safari